# В'язовський Григорій Андрійович
В'язовський Григорій Андрійович (нар. 2 лютого 1919, с. Полтавка, нині м.Баштанка — 25 лютого 1996, Одеса) — радянський та український літературознавець, Доктор філологічних наук (1967), професор (1970) .

## Життєпис
Народився 2 лютого 1919 року в с. Полтавці Херсонської губернії (нині м. Баштанка) у селянській родині. Закінчив школу на руднику імені Карла Лібкнехта Криворізького району Дніпропетровської області, де з 1934 року жили батьки. У 1938 році вступив на філологічний факультет Одеського державного університету імені І. І. Мечникова.
У 1942–1944 роках — курсант Харківського військового училища хімічного захисту Червоної Армії. Брав участь у радянсько — німецькій війні.
У 1947 році закінчив філологічний факультет і у 1951 році аспірантуру при кафедрі української літератури Одеського університету, де й працював від 1949 р.
Від 1956 р. — доцент, завідувач кафедри української літератури; від 1966 — завідувач кафедри теорії і методики літератури, водночас від 1962 — проректор з навчальної роботи.
У 1947–1951 роках працював завідувачем літературної частини Одеського державного драматичного театру ім. Жовтневої революції.
Працював відповідальним редактором альманахів «Літературна Одеса» (1955-57) і «Горизонт» (1975).
Помер у 1996 році.

## Науковий вклад
Початок літературної діяльності належить до 1939 року, коли з'явилися друком перші вірші. По війні працював, головним чином, як критик і літературознавець. Крім статей у пресі та літературознавчих збірниках, окремими виданнями вийшли праці: «Письменник і життя» (1959), «Тарас Григорович Шевченко: Біографія» (1960), «Літературно-художній тип і його прототип» (1962), «Специфіка творчого труда письменника» (1964), «Питання психології творчого труда письменника» (1966), «Орбіти художнього слова» (1969), «Теорія літератури» (підручник, 1975), «Від життя до художнього твору» (1979), «Творче мислення письменника» (1982), «Світ художньої літератури» (1987). Член Національної Спілки письменників України.

## Нагороди
- орден Вітчизняної війни 2-го ступеню.
- два ордена Червоної Зірки
- медалі.